# Leiria, Pousos, Barreira e Cortes
Leiria, Pousos, Barreira e Cortes (oficialmente: União das Freguesias de Leiria, Pousos, Barreira e Cortes) é uma freguesia portuguesa do município de Leiria, com 52,26 km² de área e 34 644 habitantes (censo de 2021). A sua densidade populacional é 658,4 hab./km².

## História
Foi constituída em 2013, no âmbito de uma reforma administrativa nacional, pela agregação das antigas freguesias de Leiria, Pousos, Barreira e Cortes e tem a sede em Leiria.

### A paróquia de São Pedro de Leiria
Grande parte das freguesias do concelho de Leiria surgem a partir da Freguesia da Matriz de Nossa Sª da Pena, fundada por D. Afonso Henriques em 1145, e situada dentro das muralhas do Castelo de Leiria. Nos séculos que seguem, novas freguesias vão aparecendo à medida que os territórios circudantes se desenvolvem, com a criação de paróquias e desanexações sucessivas. Dum ponto de vista histórico, a actual União das freguesias de Leiria, Pousos, Barreira e Cortes corresponde à parte leste da antiga freguesia de São Pedro de Leiria, criada presumivelmente em fins do século XII, início do século XIII, e extincta em 1713. A Paróquia de S. Pedro tinha sede dentro das muralhas citadinas de Leiria. Abrangia as povoações de Cortes, Pousos, Barreira, Azoia, Parceiros e Barosa. Dispunha de dois párocos, um para cada lado do rio Lis, e estava dividida em duas repartições, localizadas à volta de Leiria, Sirol, na margem direita do rio Lis, e Barosa na margem esquerda.

### Desanexações sucessivas

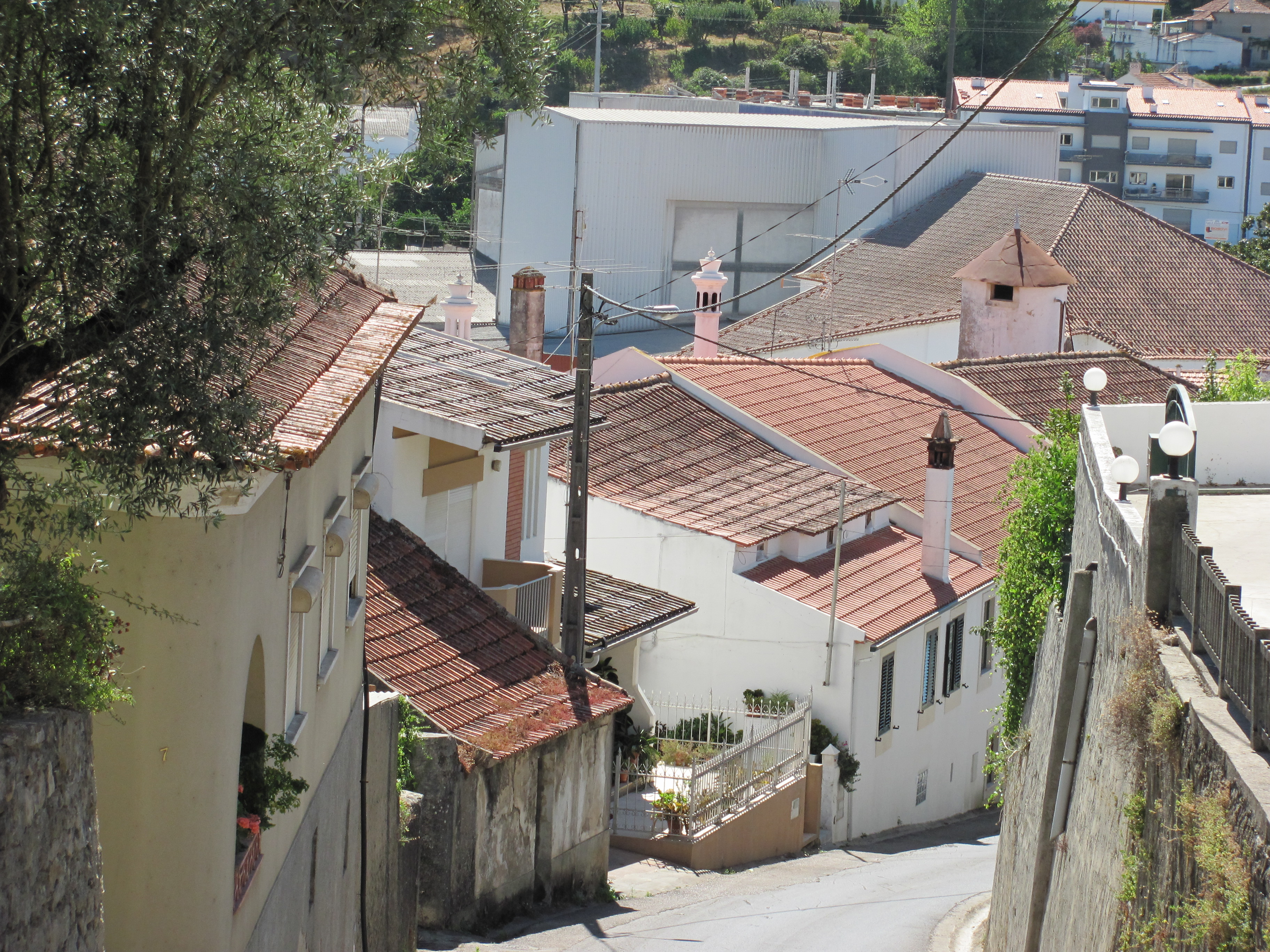
Freguesia de Cortes.

Até meados do século XVI, as povoações de Cortes, Barreira, Pousos, Azoia, Parceiros e Barosa fazem parte da freguesia de São Pedro de Leiria, com sede dentro das muralhas citadinas de Leiria. Em 1550, o districto de Cortes, que abrange nesses tempos a colectividade vizinha de Barreira, é desanexado da Paróquia de São Pedro. Na altura, segundo o capítulo 121 do Couseiro, (género de crónica anónima da região), a aldeia (núcleo histórico da colectividade) é povoada de 80 moradores. Aquando da sua desanexação, a povoação é dotada de uma pequena igreja (ermida) pelo bispo Brás de Barros, primeiro provisoriamente. Depois acaba por se tornar uma freguesia autónoma à parte em 1592, por decisão do bispo de Leiria D. Pedro de Castilho, que confirma o acto provisório do seu predecessor. Os moradores devem dar uma côngrua ao pároco 60 alqueiras de trigo (correspondendo a um volume de 786 litros), 420 litros de mosto, e o pároco da terra deve pagar 3$000 réis em prata.
Dois séculos mais tarde, em 28 de dezembro de 1713, o Bispo de Leiria D. Álvaro de Abranches desanexa vários outros lugares de São Pedro, sendo alguns definitivamente transferidos da sede da Paróquia de S. Pedro para os Pousos. A capela de Nossa Senhora do Desterro dos Pousos é elevada a paróquia por uma provisão. Em 12 de Janeiro, por despacho do referido Bispo de Leiria, é criada a freguesia de Pousos, suprimida à freguesia de S. Pedro. No âmbito da reforma, Barreira transita para a de Nossa Senhora da Gaiola nas Cortes em 1713, ficando alguns lugares na primeira, tais como: Telheiro e Quinta da Cortiça. Também a povoação de Parceiros é desanexada de São Pedro, sendo os moradores obrigados a dar de congrua ao pároco 110 alqueires de trigo e uma pipa de vinho. A freguesia do mesmo nome é criada em 1717, com uma área de 12,3 km². O primeiro pároco de Parceiros, ou pelo menos um dos primeiros, é o Pe. Domingos Roiz de Alvelos. Segundo a documentação coeva, em 1721 prestou informações sobre a sua freguesia à Academia Real de História, que as tinha solicitado. No ano de 1738, através da intervenção do bispo D. Álvaro de Abranches, a povoação de Barreira é por sua vez desanexada de Cortes, elevada à categoria de freguesia e recupera os povoados anteriormente referidos. Um apontamento histórico que marca a região é a estrada real da Mala-Posta, criada em fins do século XVIII, que abrange os lugares de Mourã e Casal da Cortiça, na Barreira. Esta via de comunicação liga durante anos as duas maiores cidades de Portugal, Lisboa e Porto.

### União das Freguesias de Leiria, Pousos, Barreira e Cortes
Em 2013, uma nova freguesia chamada "União das Freguesias de Leiria, Pousos, Barreira e Cortes" é constituída no âmbito de uma reforma administrativa nacional pela agregação das antigas freguesias de Leiria, Pousos, Barreira e Cortes, com sede em Leiria. Em Janeiro de 2015, a junta da União das Freguesias de Leiria, Pousos, Barreira e Cortes declara estar à procura de quem queira investigar a história de cada uma das freguesias da União (ou de algumas ou até das quatro em simultâneo), aprovando para o efeito a atribuição de uma bolsa no valor de 12 mil euros. Além desta iniciativa, existe actualmente um programa de percursos constituído por seis desafios lançados pela Câmara de Leiria à população, de dois em dois meses, até novembro, para (re)conhecer o património da região. “As rotas, dedicadas ao património histórico e urbanístico, pretendem fomentar a criação de itinerários turísticos, reforçando a divulgação do património natural, cultural, paisagístico, arqueológico, etnográfico e urbanístico de Leiria”, explica o vereador da Cultura da autarquia, Gonçalo Lopes.

## Demografia
A população registada nos censos foi:
| Distribuição da População por Grupos Etários | Distribuição da População por Grupos Etários | Distribuição da População por Grupos Etários | Distribuição da População por Grupos Etários | Distribuição da População por Grupos Etários | Distribuição da População por Grupos Etários |
| -------------------------------------------- | -------------------------------------------- | -------------------------------------------- | -------------------------------------------- | -------------------------------------------- | -------------------------------------------- |
| Antes da agregação                           |                                              |                                              |                                              |                                              |                                              |
| Ano                                          | 0-14 anos                                    | 15-24 anos                                   | 25-64 anos                                   | >= 65 anos                                   | Total                                        |
| 2001                                         | 4555                                         | 3885                                         | 15256                                        | 3731                                         | 27427                                        |
| 2011                                         | 4805                                         | 3625                                         | 18313                                        | 5032                                         | 31775                                        |
| Após a agregação                             |                                              |                                              |                                              |                                              |                                              |
| Ano                                          | 0-14 anos                                    | 15-24 anos                                   | 25-64 anos                                   | >= 65 anos                                   | Total                                        |
| 2021                                         | 4981                                         | 3775                                         | 19336                                        | 6552                                         | 34644                                        |

## Património

### Leiria
- Igreja de São Pedro (Leiria)4
- Castelo de Leiria5
- Sé de Leiria
- Edifício do Mercado Santana (Leiria)6
- Capela de Nossa Senhora da Encarnação (Leiria)7
- Igreja e convento de Santo Agostinho (Leiria) e antigo Seminário8
- Convento de Santo António dos Capuchos (Leiria)
- Igreja e Convento de São Francisco (Leiria)
- Edifício Escola do antigo Colégio do Dr. Correia Mateus

### Barreira
- Igreja Matriz da Barreira: Com um portal equilibrado e bem composto, tectos de abóbada estucada e cinco belos altares, o mor, e dois laterais e dois colaterais.[15]

- Igreja do Sobral
- Igreja da Mourã
- Solar do Visconde: Com árvores únicas no distrito de Leiria, construído por quatro pisos, onde se destaca a do Salão Nobre e a Capela.

- Solar Oliveira Simões
- Ruinas de Colipo
- Algumas ruas características, com especial destaque para os lugares da Barreira, da Mourã, do Telheiro e do Sobral.
- No que respeita às belezas naturais, as zonas protegidas  junto ao rio Lena, um primoroso pinhal e as fabulosas panorâmicas que se  obtêm do alto do lugar de Andreus são locais de interesse.

### Cortes

#### Património natural
- Miradouro natural da Senhora do Monte (Senhora do Monte)
- Serra da Senhora do Monte (Senhora do Monte)
- Nascentes do rio Lis (Fontes)

#### Património arqueológico
- Estação Paleolítica da Quinta do Cónego (Cortes, Leiria)
- Vestígios romanos nas Fontes (sopé da Serra da Senhora do Monte, Cortes, Leiria)

#### Património urbano
- Casa-museu / Centro Cultural João Soares (Cortes)
- À direita do rio Lis, na baixa cortesense, erguem-se os solares da beira-rio. Arquitectonicamente, estes edifícios têm uma feição romântica discreta, mas com uma volumetria imponente que não tem nada a ver com o casario popular da sua época. Existem hoje os solares de:
  - Dr. Pereira da Costa, chamado solar dos Costas, ou Quinta da Cerca (Cortes)
  - D. José Pais de Almeida e Silva e de D. Maria Isabel Charters, hoje propriedade do escultor D. João Charters de Almeida
  - Junta de Freguesia, edifício solarengo de princípio do século, antiga residência do musicólogo D. José Pais de Almeida e Silva e do seu filho, o escultor D. João Charters de Almeida e Silva.
  - Dr. António Xavier Rodrigues Cordeiro, escritor, jornalista e polemista, palacete, depois casa de campo do poeta Afonso Lopes Vieira e propriedade de sua afilhada, D. Maria Helena Barradas. Hoje em avançado estado de degradação. Recentemente, a queda de uma chaminé destruiu parte do telhado.[16]
  - Dr. José Lopes Vieira, e hoje propriedade do escultor Botelho de Sousa
  - Joaquim Marques da Cruz, uns metros à frente, na Estrada da Ribeira, hoje devoluto, embora propriedade da família Almeida
  - Manuel Ricardo dos Santos Pereira, ainda na Estrada da Ribeira, à direita de quem sai das Cortes. Quinta do Cónego com um notável edifício mandado construir em 1922, que tem a assinatura do famoso arquitecto Ernesto Korrodi.[17] Propriedade das Caves Vidigal
- Noras do rio Lis (desde as Fontes até às Cortes), sendo o único exemplar existente no lugar das Cortes um verdadeiro ex-libris da freguesia
- Solar de Santo António do Freixo (Abadia)
- Casa de Afonso Lopes Vieira (Cortes)
- Edifícios das famílias Pereira (Portela da Abadia)[18]
- Os edifícios junto da actual capela da Reixida
- Cruzeiro da Senhora do monte, Monumento aos Combatentes da Grande Guerra (Senhora do Monte, Cortes, Leiria)[18][19]
- Janelas Manuelinas (Cortes)[18]
- Ponte do Cavaleiro, ligada à lenda de Dona Loba[20][21] (Ponte do Cavaleiro)[18]
- Fontenários[18]
  - Fontenário do Valverde, o mais velho da freguesia, que ostenta a data de 1884[22] (Cortes)
  - Fontenário das Fontes, nascente natural (1899)
  - Chafariz junto à Quinta da Cerca construído pela "Junta da Paróquia" em 1926, que servia para dar de beber aos animais, agora alindado com um painel de azulejos da autoria de Fernando Marques.
  - Fontenário na Amoreira (26 de Novembro de 1936)
  - Fontenário da Reixida em (31 de Dezembro de 1936)
  - Fontenário de Famalicão (28 de Junho de 1937)
  - Fontenário dos Mourões
  - Fontenário da Abadia
  - Fontenário do Moinho Novo
  - Fonte pública dos Galhetes, vendida a um particular antes de 1974
  - Velha fonte do Portinho, dantes muito frequentada, hoje um recanto esconso
- Escola Primária das Cortes (1934) (Cortes)

#### Património religioso
- Igreja da Nossa Senhora da Gaiola (matriz de Cortes) (Cortes)
- Capela de Nossa Senhora do Monte (Senhora do Monte)
- Capela de Santa Bárbara (Cortes)
- Capela da Senhora de Lourdes (Fontes)
- Capela da Senhora da Saúde (Famalicão)
- Capela de Santa Marta (Reixida)
- Nicho de N. Sra. do Rosário (Cortes)

### Pousos
- Igreja Paroquial de Pousos;
- Capela de Santa Eufémia;
- Capela da Senhora das Dores.

### Património gastronómico de Leiria, Pousos, Barreira e Cortes
- Queijo fresco de cabra (nas quatro freguesias)
- Morcela de arroz (nas quatro freguesias)
- Cabrito Assado no Forno (Cortes)
- Bacalhau com Feijão Frade (Pousos)[23]
- Filhoses de Abóbora (Barreira)

## Personalidades ligadas à União de freguesias
- Adriano de Sousa Lopes, pintor expressionista, Leiria (1879-1944)[24]
- Afonso Lopes Vieira, poeta e escritor, Leiria e Cortes (1878-1946)
- Almerindo Marques, economista, Leiria (1939-)
- Anacleto Cordeiro Gonçalves de Oliveira, bispo de Viana do Castelo, Cortes (1946)
- António Campos, cineasta, Leiria (1922-1999)
- António José Saraiva, historiador et professor de universidade, Leiria (1917-1993)
- António Pedro Vasconcelos, cineasta, Leiria (1939-)
- António Xavier Rodrigues Cordeiro, escritor, poeta, jornalista e polemista, Cortes (1819-1896)
- Carlos Fernandes,[16] investigador, jornalista e editor, Cortes
- David Fonseca, músico, Leiria (1973-)
- Ernesto Korrodi, arquitecto de origem Suíça, que se naturalizou português, Leiria (1870-1944)
- Francisco Rodrigues Lobo, escritor e poeta, Leiria (1579-1621)
- João Lopes Soares, político e pedagogo, governador civil e Ministro das Colónias durante a Primeira República Portuguesa, Leiria (1878-1970)
- José de Sá Caetano, cineasta, Leiria (1933-)
- José Hermano Saraiva, jurista et historiador, Leiria (1919-2012)
- José Lopes Vieira, engenheiro silvicultor e escritor, Cortes (1862-1907)
- José Marques da Cruz, poeta, escritor e professor, fundador de alguns colégios, Cortes (1888-1958)
- José Mattoso, historiador, Leiria (1933-)
- Miguel Franco, acteur, director e dramaturga, Leiria (1918-1988)
- Paulo Henrique, coreógrafo / performer e artista pluridisciplinar, Leiria (1968-)
- Tiago Guedes, coreógrafo e dançarino de balleteatro, Leiria (1978-)
- Xico Gaio, ou Francisco José Vieira de Sousa, desenhador talentoso e pintor, pioneiro das artes nas Cortes (1945-1983)

## Galeria de imagens

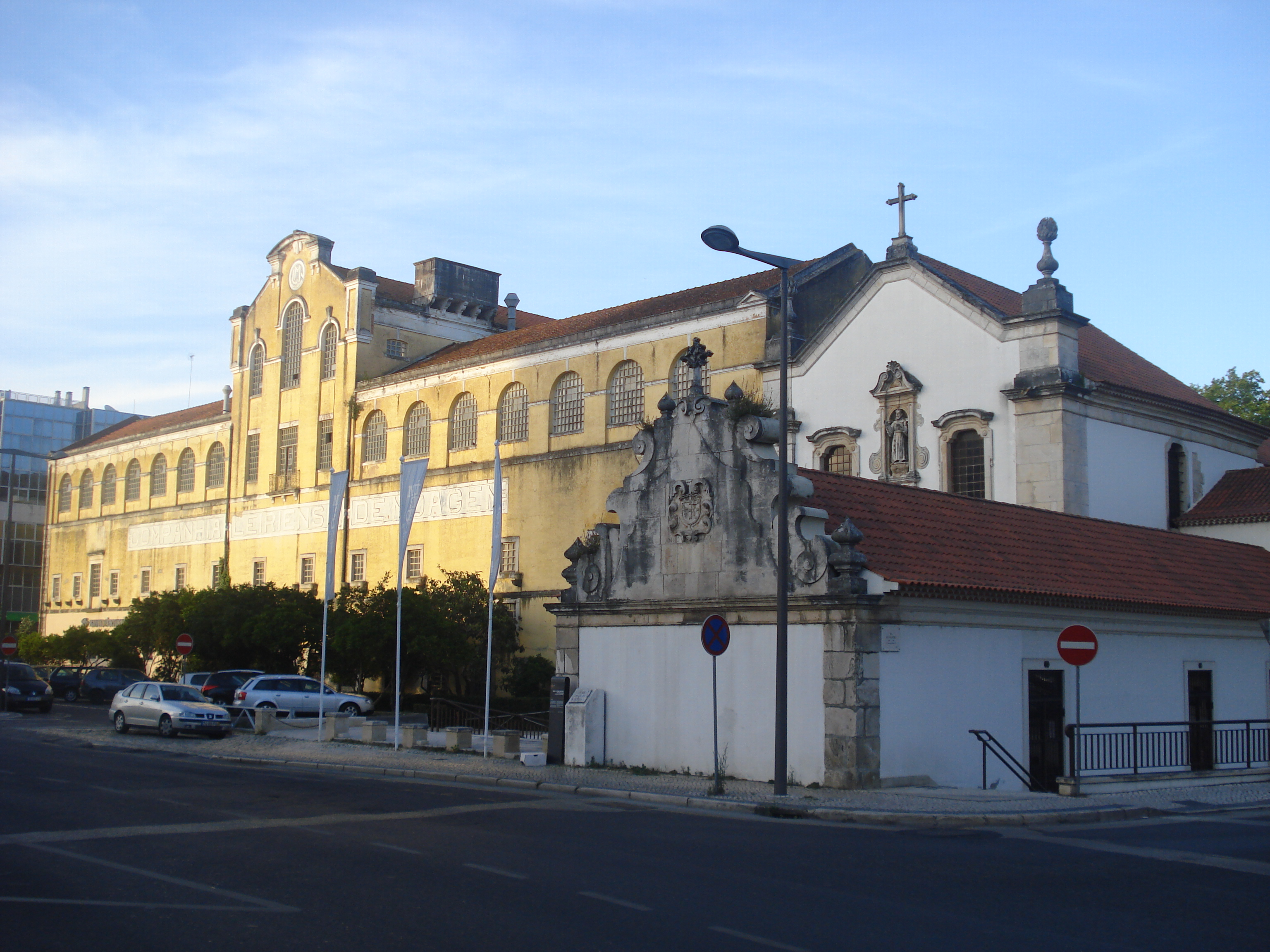
Igreja e ex-convento de São Francisco (Leiria)
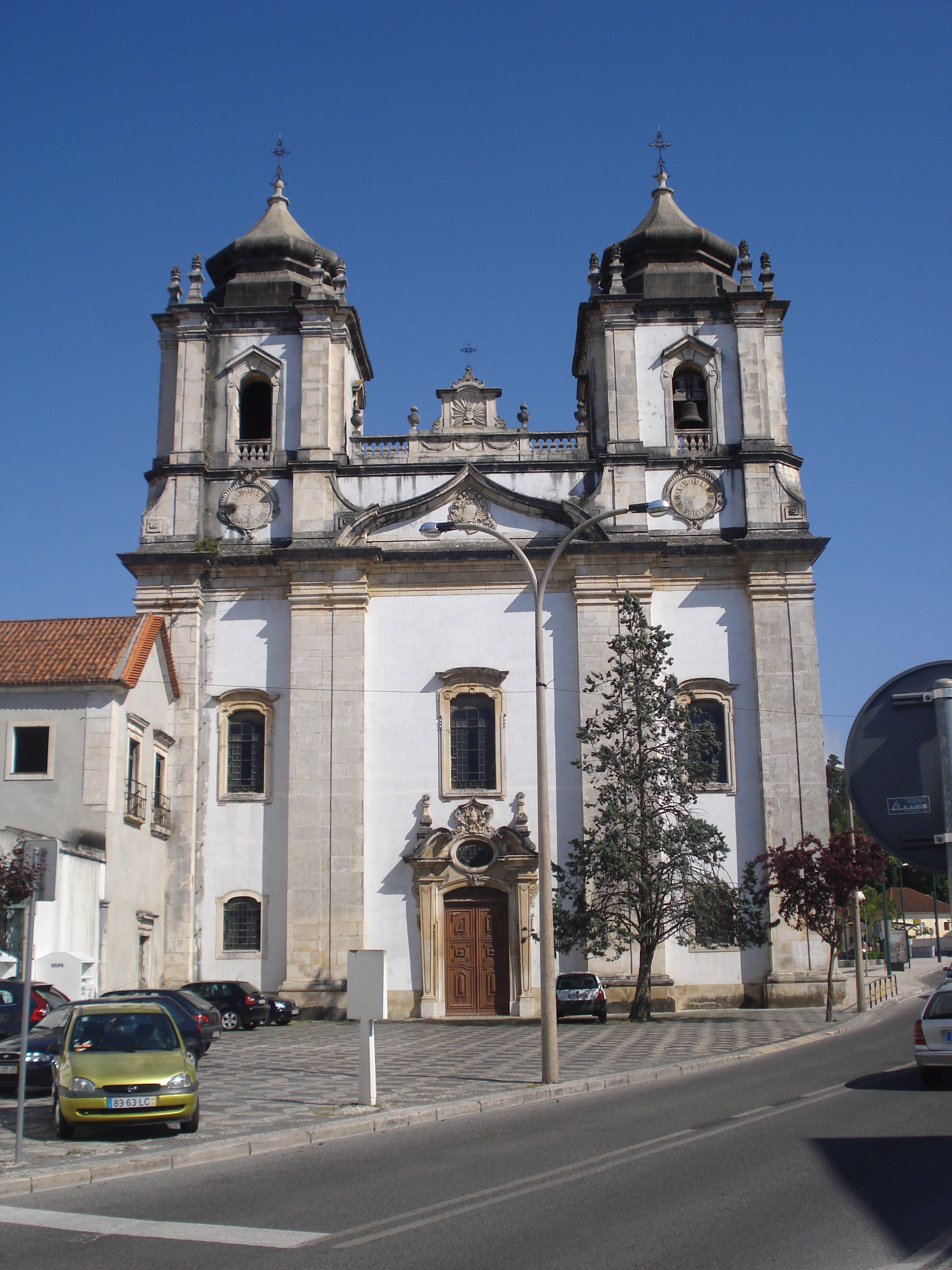
Igreja de Santo Agostinho (Leiria)
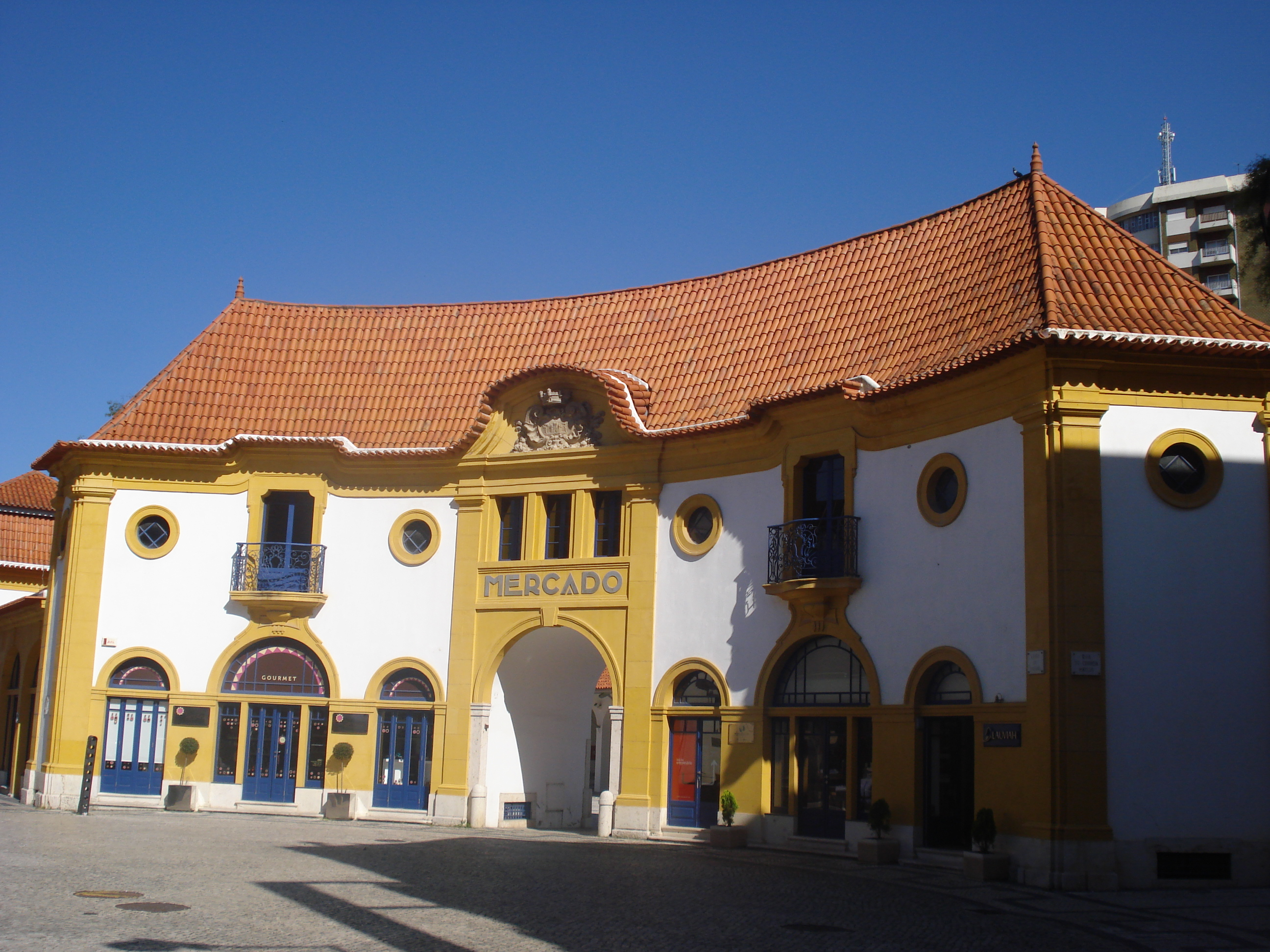
Entrada principal do mercado Santana (Leiria)
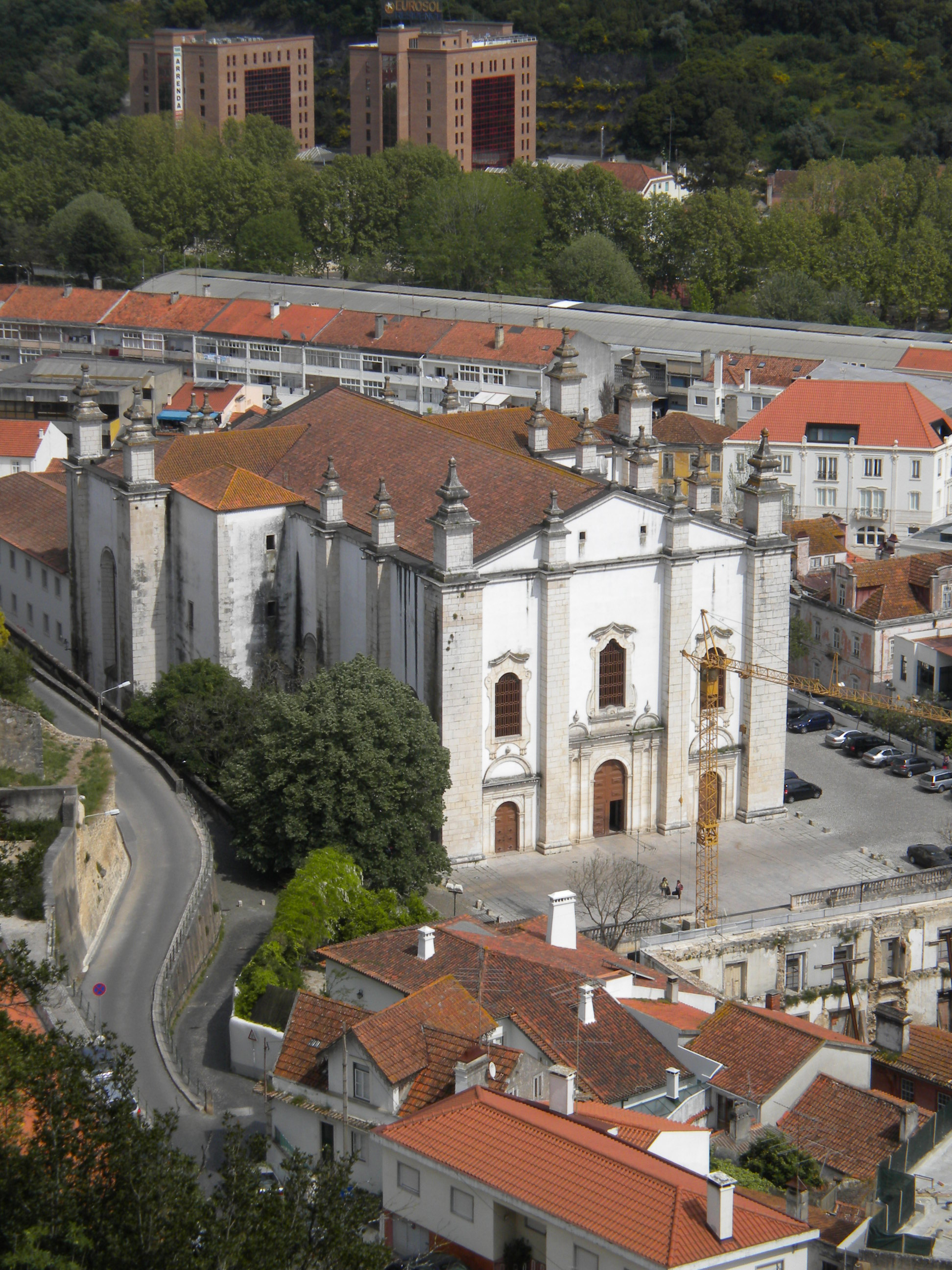
Sé de Leiria, vista do castelo (Leiria)
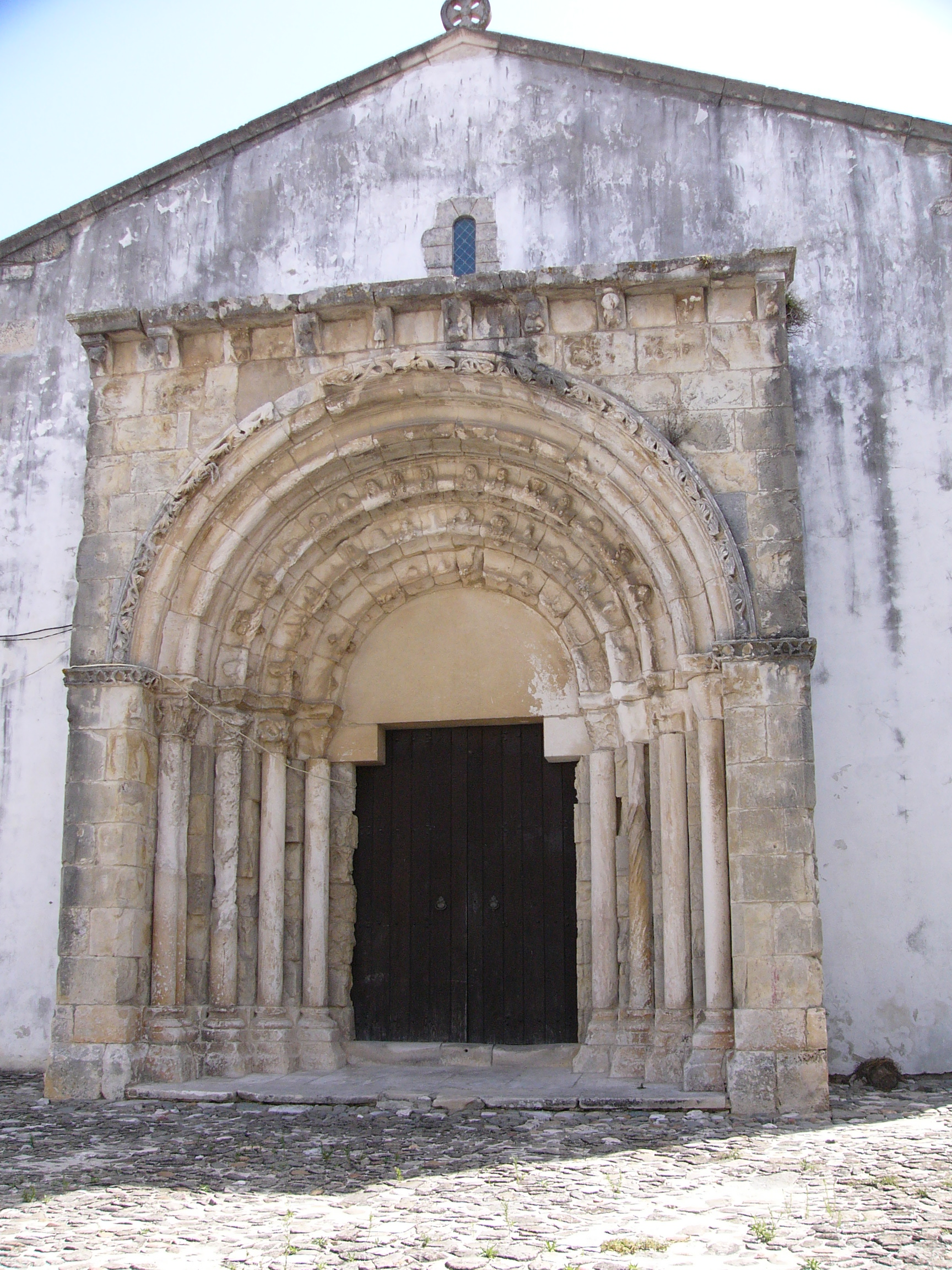
Igreja de São Pedro, Leiria: pórtico românico (Leiria)
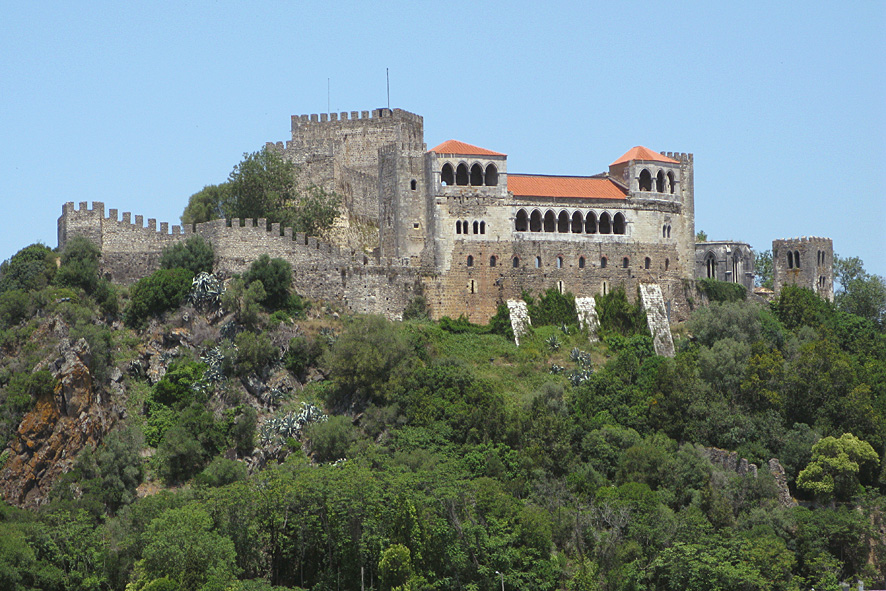
Castelo de Leiria (Leiria)
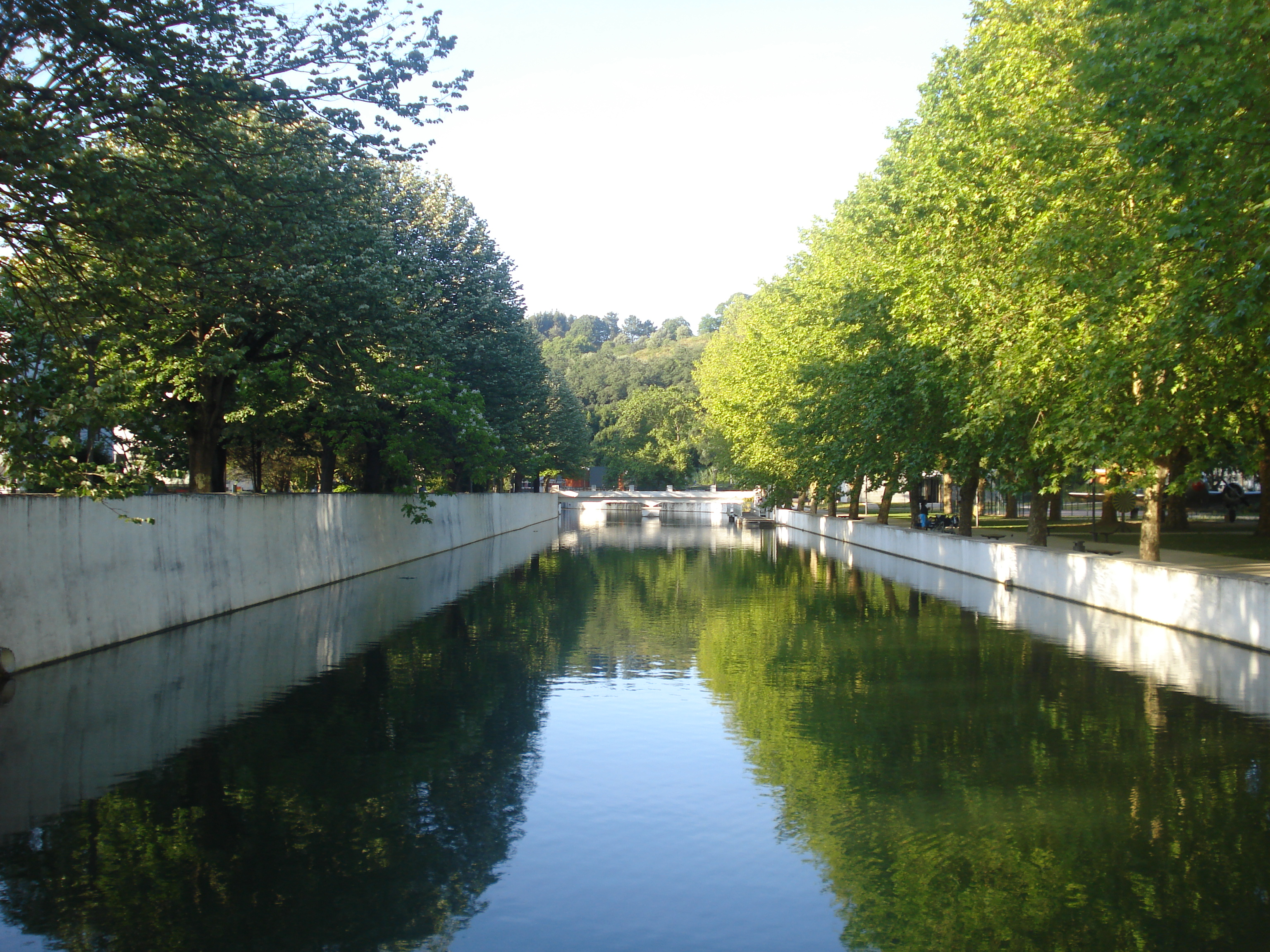
O rio Lis, entre o Marachão e o parque do avião (Leiria)
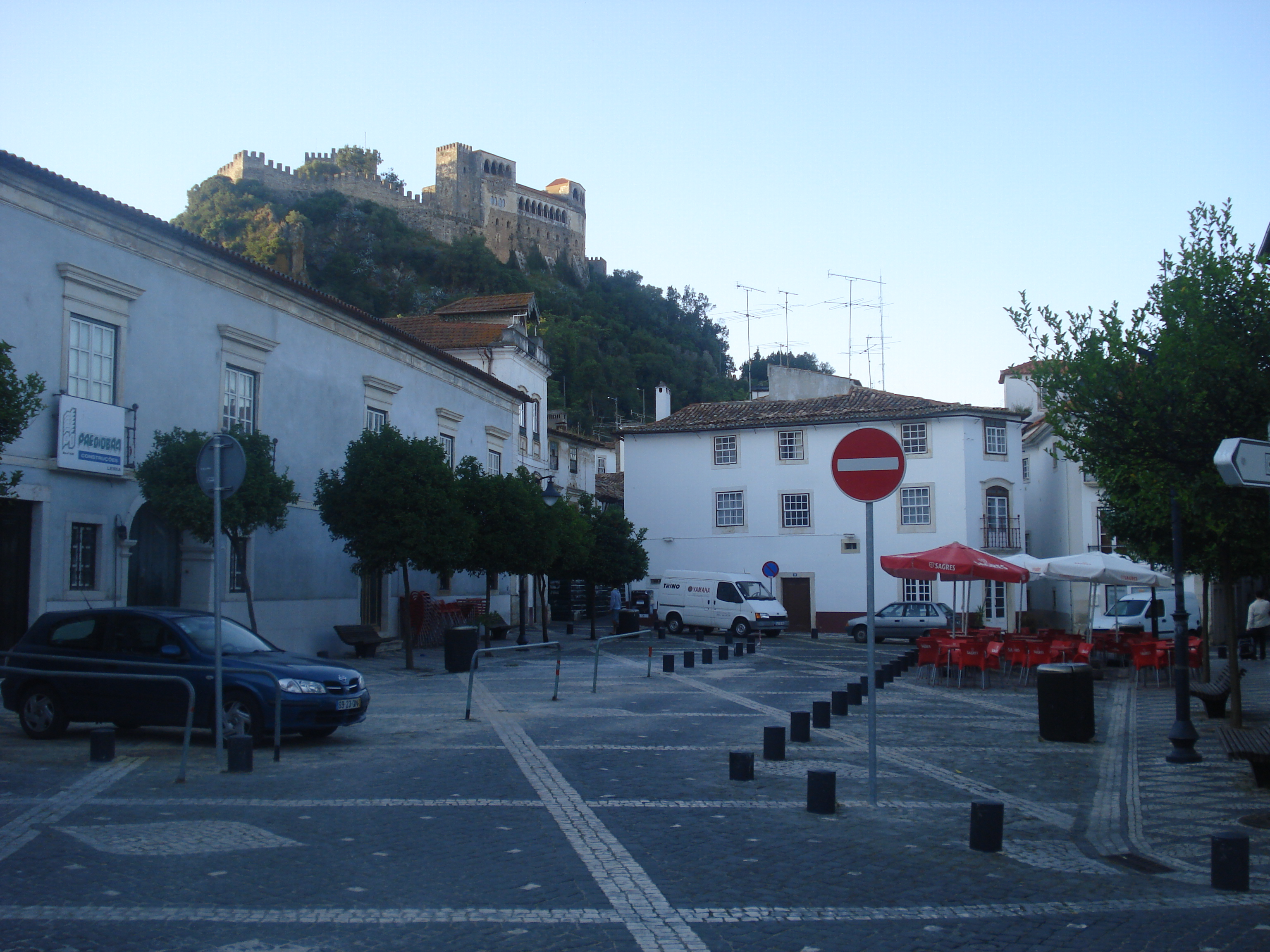
Terreiro, ou Largo Cândido dos Reis, com vista para a cidade (Leiria)
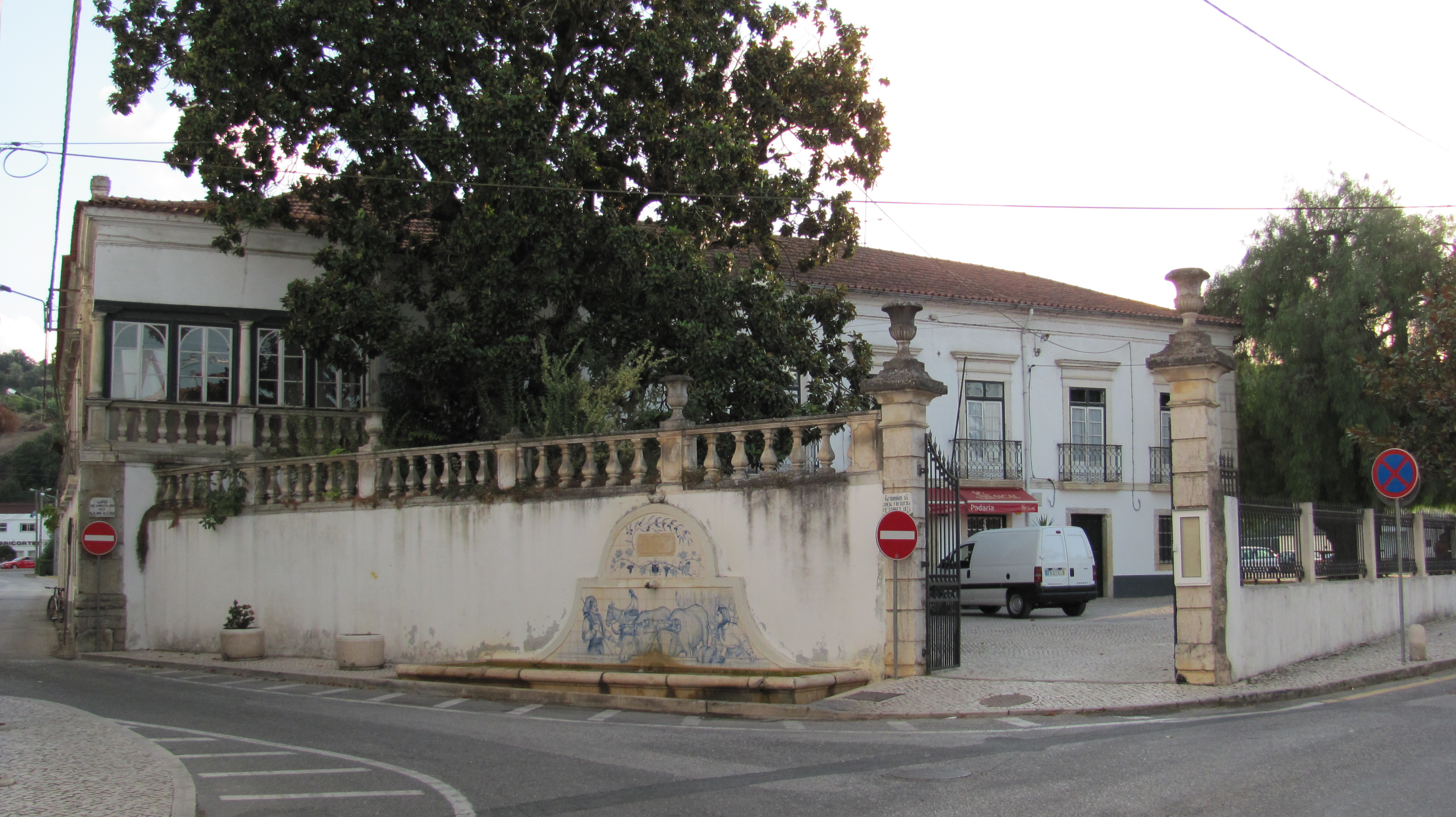
Solar dos Costas, Quinta da Cerca (Cortes)
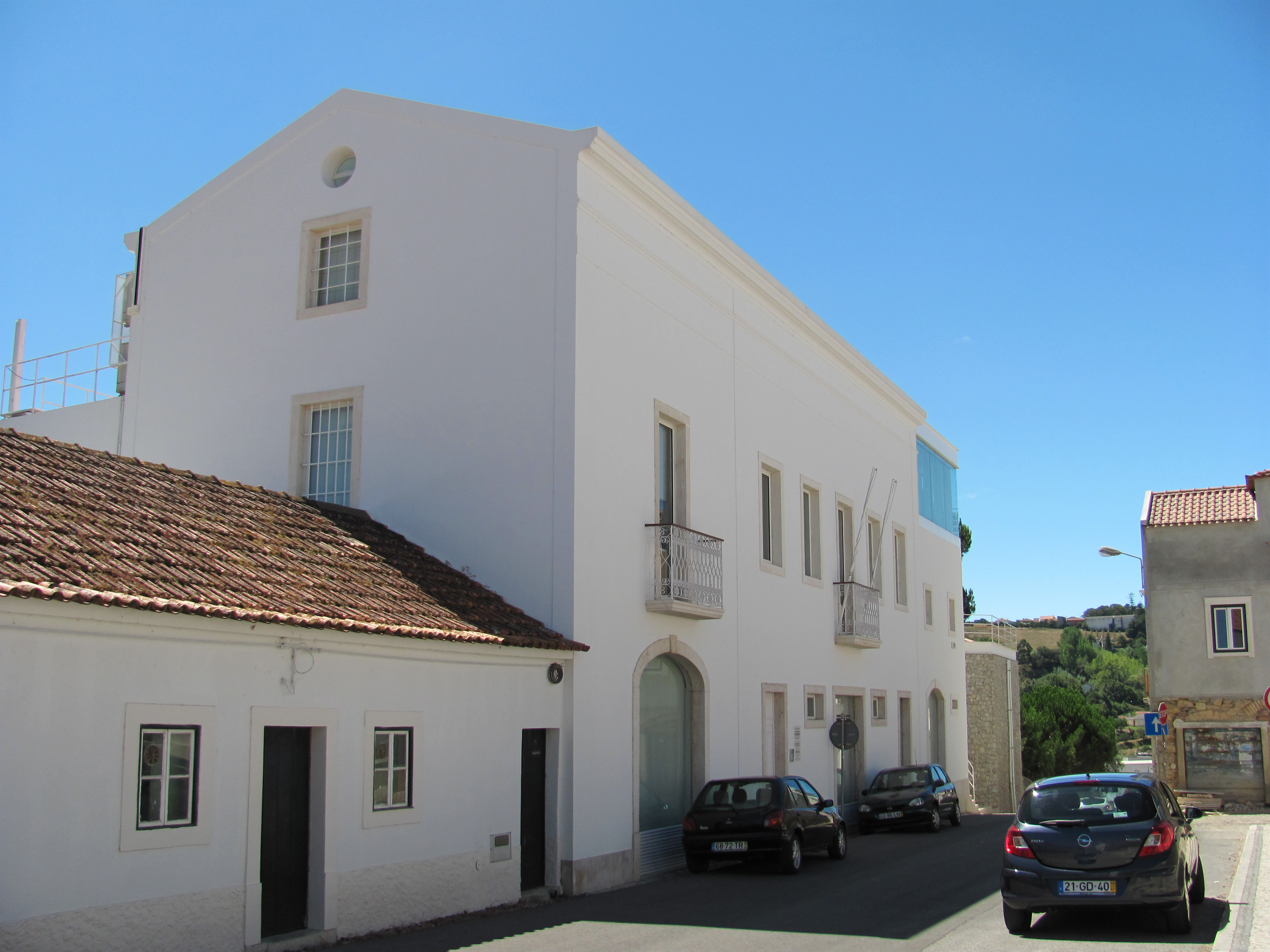
Casa-Museu João Soares (Cortes)
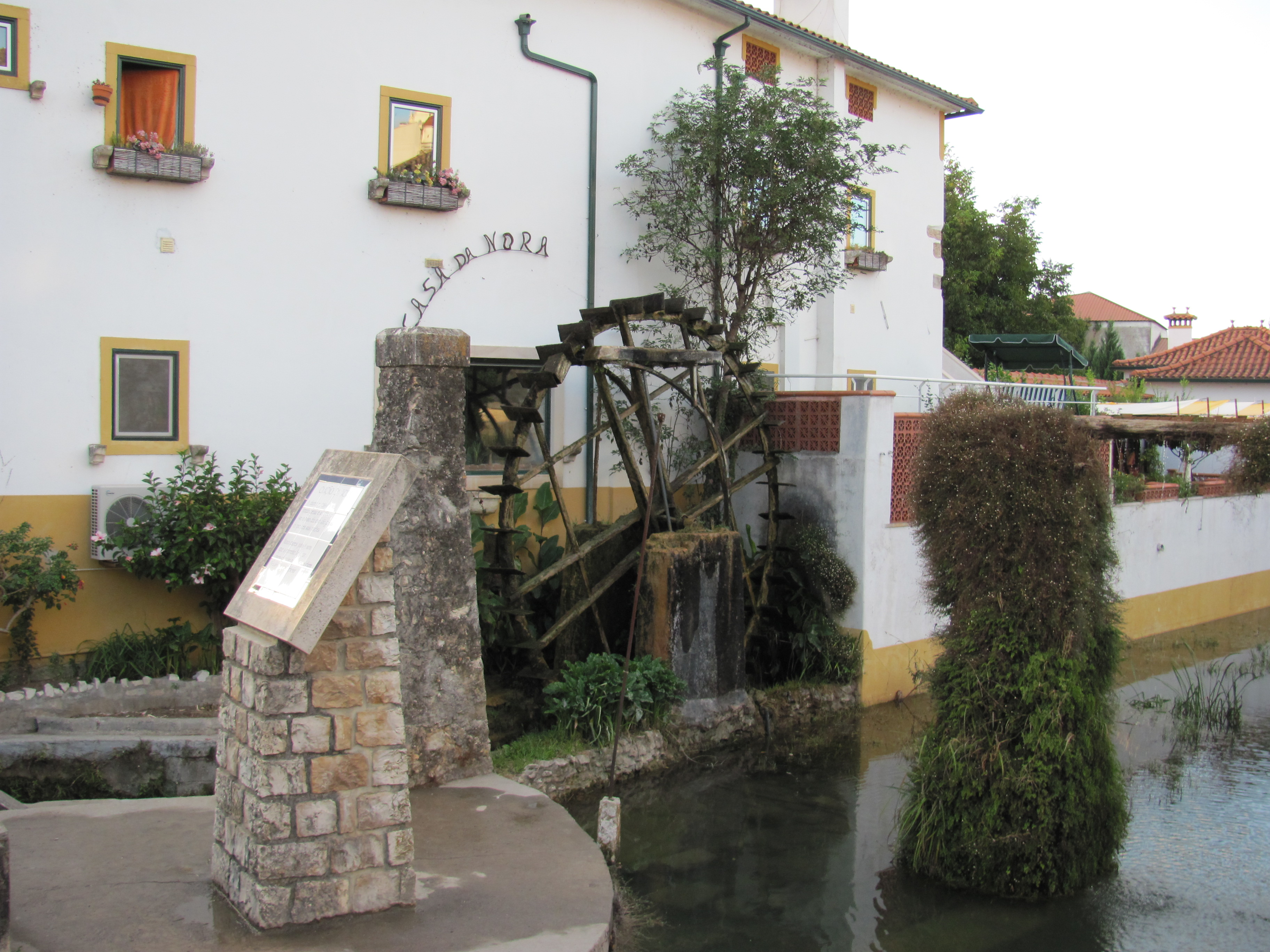
Nora, rio Lis, no centro das Cortes
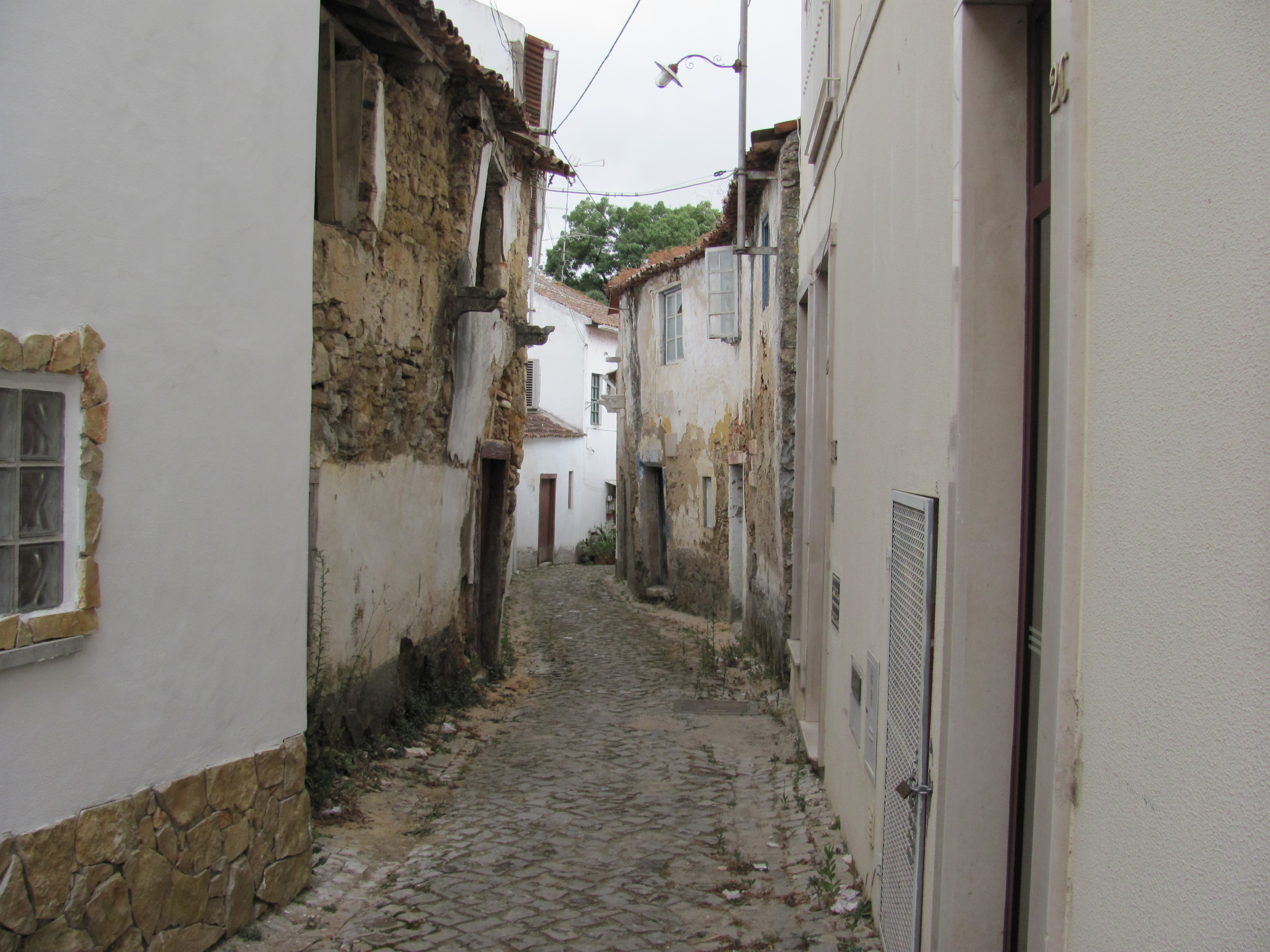
Rua do Beco (Cortes)
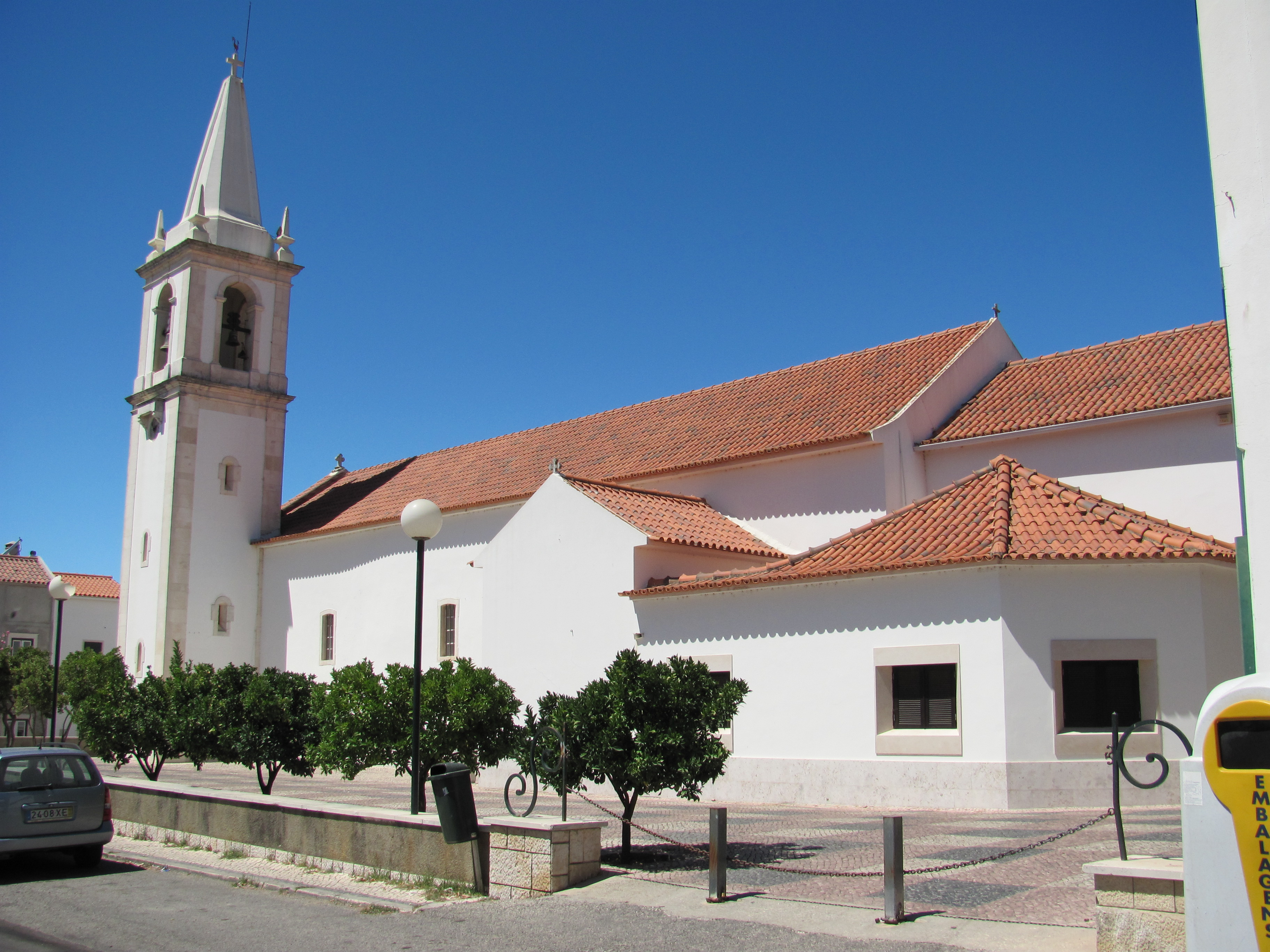
Igreja Nossa Senhora da Gaiola (Cortes)
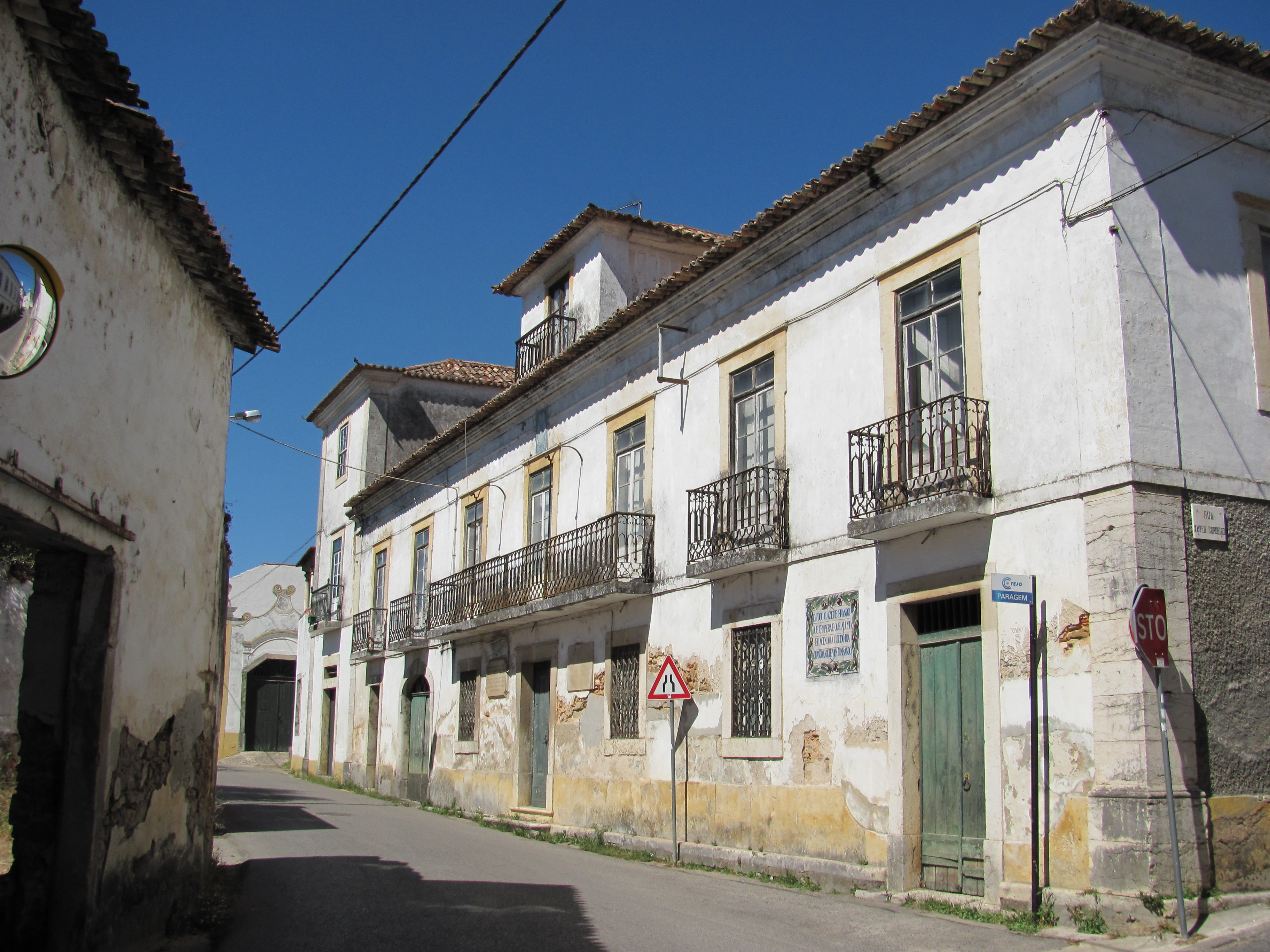
Solar de António Xavier Rodrigues Cordeiro (Cortes)
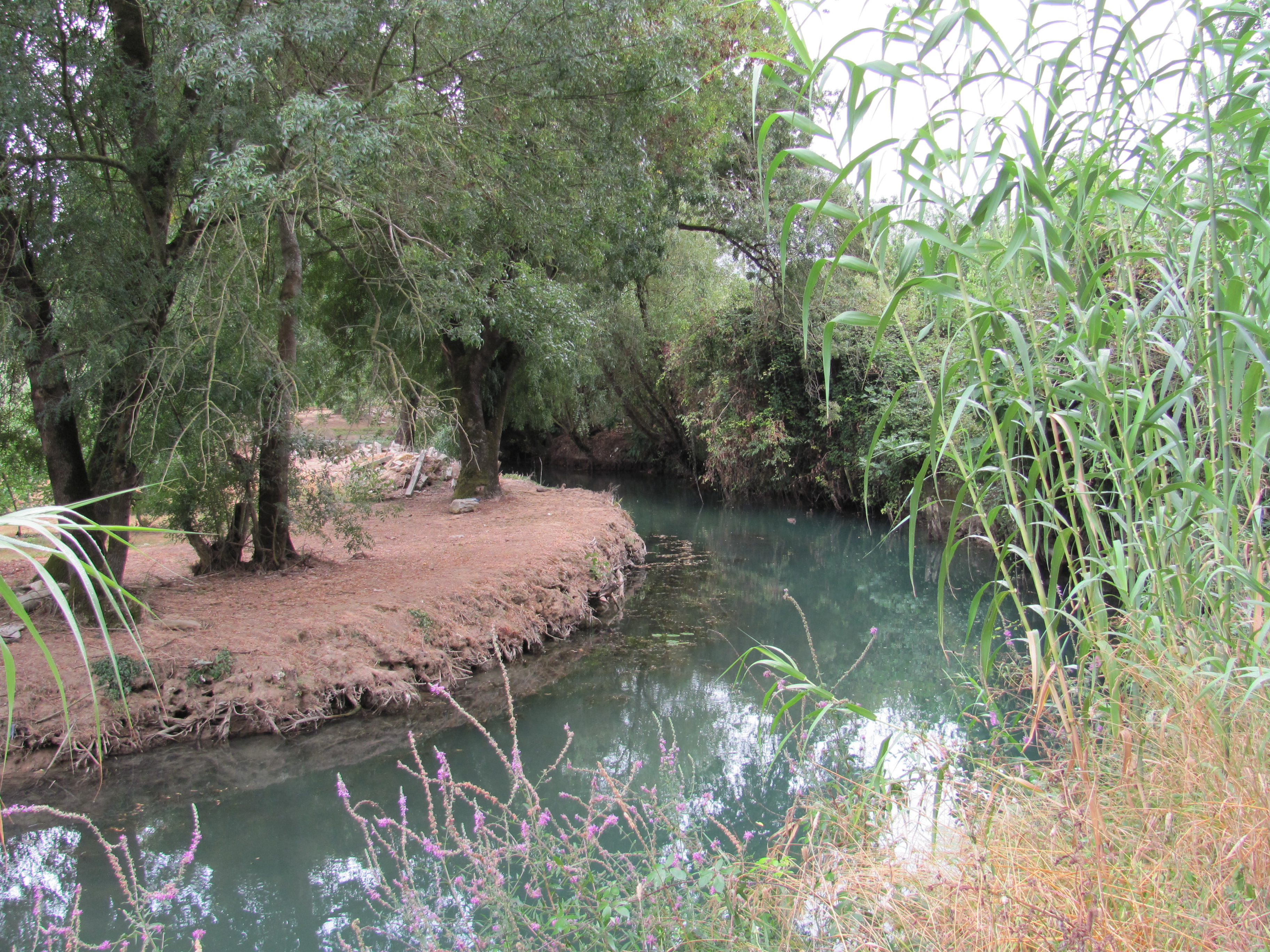
Beira do rio Lis, Alqueidão (Cortes)
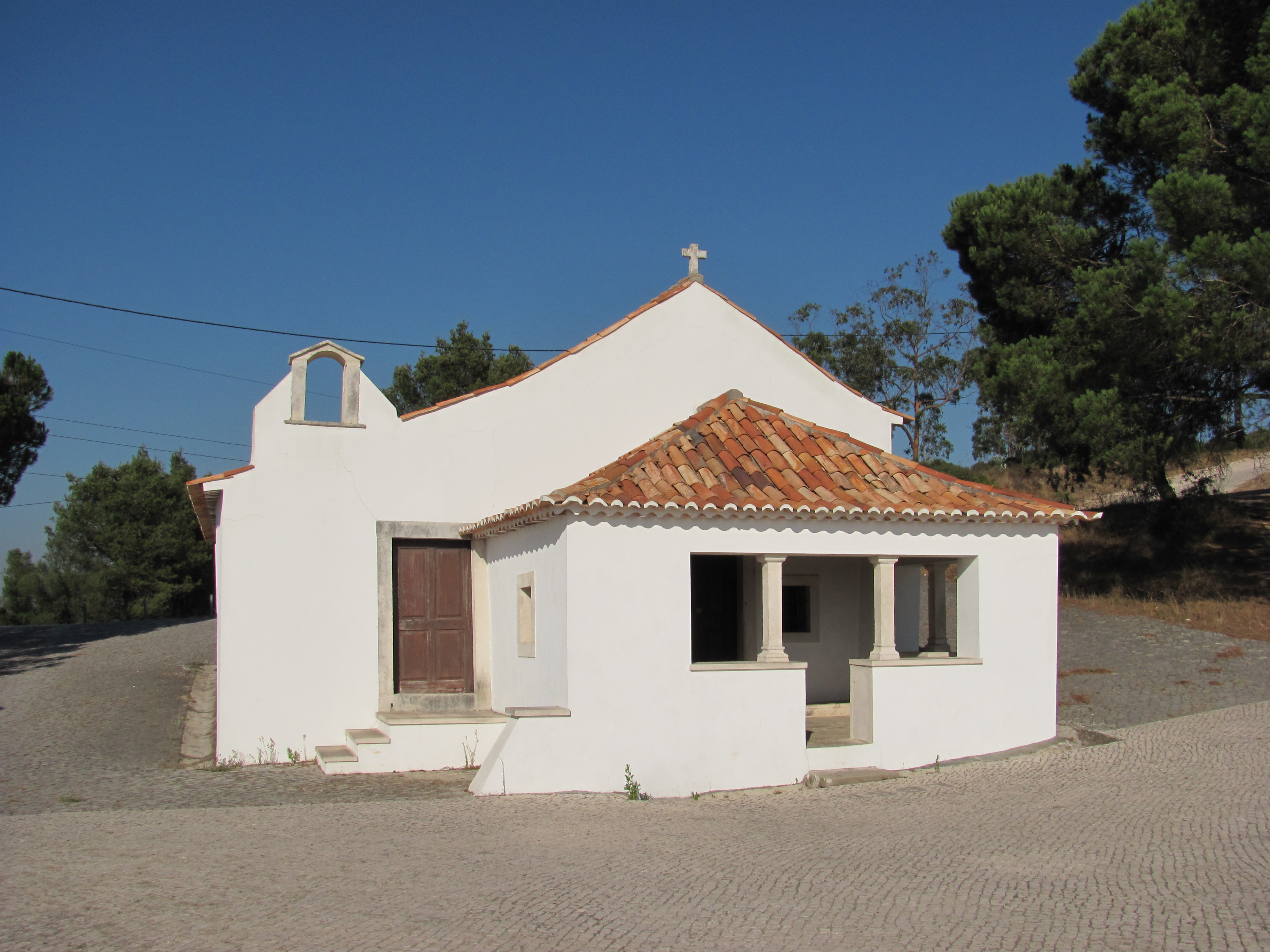
Capela de Nossa Senhora do Monte (Cortes)